# Figi ai Giochi della XXXIII Olimpiade
Le Figi hanno partecipato ai Giochi della XXXIII Olimpiade, svoltisi a Parigi dal 26 luglio all'11 agosto 2024, con una delegazione di 33 atleti, 17 uomini e 16 donne in 7 discipline.

## Medagliere

### Per disciplina
| Sport     | Oro | Argento | Bronzo | Totale |
| --------- | --- | ------- | ------ | ------ |
| Rugby a 7 | 0   | 1       | 0      | 1      |
| Totale    | 0   | 1       | 0      | 1      |

### Medaglie
| Medaglia | Nome | Sport     | Evento          |
| -------- | ---- | --------- | --------------- |
| Argento  | Figi | Rugby a 7 | Torneo maschile |

## Delegazione
| Sport            | Uomini | Donne | Totale |
| ---------------- | ------ | ----- | ------ |
| Atletica leggera | 1      | 0     | 1      |
| Judo             | 1      | 0     | 1      |
| Nuoto            | 1      | 1     | 2      |
| Rugby a 7        | 12     | 12    | 24     |
| Taekwondo        | 0      | 2     | 2      |
| Tennistavolo     | 1      | 0     | 1      |
| Vela             | 1      | 1     | 2      |
| Totale           | 17     | 16    | 33     |

## Risultati

### Atletica leggera
| Q | Qualificato al turno successivo per la posizione in qualificazione                                                           |
| q | Qualificato per il turno successivo per ripescaggio o, negli eventi su campo, conquistando la misura minima per qualificarsi |

Eventi su pista e strada
Maschile
| Atleta       | Evento | Preliminari | Preliminari | Batterie        | Batterie        | Semifinale      | Semifinale      | Finale          | Finale          |
| Atleta       | Evento | Risultato   | Posizione   | Risultato       | Posizione       | Risultato       | Posizione       | Risultato       | Posizione       |
| ------------ | ------ | ----------- | ----------- | --------------- | --------------- | --------------- | --------------- | --------------- | --------------- |
| Waisake Tewa | 100 m  | 10"73       | 7º          | non qualificato | non qualificato | non qualificato | non qualificato | non qualificato | non qualificato |

### Judo
Maschile
| Atleta          | Evento  | 16-esimi                     | Ottavi               | Quarti               | Semifinali           | Ripescaggio          | Med. bronzo          | Finale               | Posizione       |
| Atleta          | Evento  | Avversario Risultato         | Avversario Risultato | Avversario Risultato | Avversario Risultato | Avversario Risultato | Avversario Risultato | Avversario Risultato | Posizione       |
| --------------- | ------- | ---------------------------- | -------------------- | -------------------- | -------------------- | -------------------- | -------------------- | -------------------- | --------------- |
| Gerard Takayawa | +100 kg | M. Fízeľ (SVK) P (0000-0010) | non qualificato      | non qualificato      | non qualificato      | non qualificato      | non qualificato      | non qualificato      | non qualificato |

### Nuoto

#### Maschile
| Atleta      | Evento            | Batterie | Batterie  | Semifinali      | Semifinali      | Finale          | Finale          |
| Atleta      | Evento            | Tempo    | Posizione | Tempo           | Posizione       | Tempo           | Posizione       |
| ----------- | ----------------- | -------- | --------- | --------------- | --------------- | --------------- | --------------- |
| David Young | 50 m stile libero | 22"71    | 40º       | non qualificato | non qualificato | non qualificato | non qualificato |

#### Femminile
| Atleta             | Evento            | Batterie | Batterie  | Semifinali      | Semifinali      | Finale          | Finale          |
| Atleta             | Evento            | Tempo    | Posizione | Tempo           | Posizione       | Tempo           | Posizione       |
| ------------------ | ----------------- | -------- | --------- | --------------- | --------------- | --------------- | --------------- |
| Anahira McCutcheon | 50 m stile libero | 26"88    | 37ª       | non qualificata | non qualificata | non qualificata | non qualificata |

### Rugby a 7

#### Maschile
Rosa
| Nº | Nome                  | Data di nascita  |
| -- | --------------------- | ---------------- |
| 1  | Joji Nasova           | 9 giugno 2000    |
| 2  | Joseva Talacolo       | 1 aprile 1997    |
| 3  | Jeremaia Matana       | 14 luglio 1998   |
| 4  | Sevuloni Mocenacagi   | 29 giugno 1990   |
| 5  | Iosefo Baleiwairiki   | 9 maggio 1998    |
| 6  | Ponepati Loganimasi   | 26 marzo 1998    |
| 7  | Terio Veilawa         | 6 luglio 1994    |
| 8  | Waisea Nacuqu         | 24 maggio 1993   |
| 9  | Jerry Tuwai           | 23 marzo 1989    |
| 10 | Iowane Teba           | 23 febbraio 1993 |
| 11 | Kaminieli Rasaku      | 12 luglio 1999   |
| 12 | Selestino Ravutaumada | 17 gennaio 2000  |
| 13 | Josaia Raisuqe        | 22 luglio 1994   |
| 14 | Filipe Sauturaga      | 19 giugno 1994   |

Fase a gironi - Girone C
| Data      | Incontro              | Risultato | Sede        |
| --------- | --------------------- | --------- | ----------- |
| 24-7-2024 | Francia ‒ Stati Uniti | 12-12     | Saint-Denis |
| 24-7-2024 | Figi ‒ Uruguay        | 40-12     | Saint-Denis |
| 24-7-2024 | Francia ‒ Uruguay     | 19-12     | Saint-Denis |
| 24-7-2024 | Figi ‒ Stati Uniti    | 38-12     | Saint-Denis |
| 25-7-2024 | Stati Uniti ‒ Uruguay | 33-17     | Saint-Denis |
| 25-7-2024 | Figi ‒ Francia        | 19-12     | Saint-Denis |

Classifica
| Pos | Squadra     | G | V | N | P | PF | PS | P±  | PT |
| --- | ----------- | - | - | - | - | -- | -- | --- | -- |
| C1  | Figi        | 3 | 3 | 0 | 0 | 97 | 36 | 61  | 9  |
| C2  | Francia     | 3 | 1 | 1 | 1 | 43 | 43 | 0   | 6  |
| C3  | Stati Uniti | 3 | 1 | 1 | 1 | 57 | 67 | −10 | 6  |
| C4  | Uruguay     | 3 | 0 | 0 | 3 | 41 | 92 | −51 | 3  |

Quarti di finale
| Arbitro: | Nick Hogan |

|                                       |    |                        |
| Baleiwairiki 1’ Nasowa 11’ Nacuqu 12’ | mt | 5’, 7’ Mullins 9’ Ward |
| Teba 1’ Veilawa 12’                   | tr |                        |

Semifinale
| Arbitro: | AJ Jacobs |

|                                                          |      |            |
| Nasova 7+1’ Baleiwairiki 8’ Rasaku 11’ Ravutaumada 14+1’ | mt   | 6’ Dowling |
| Teba 7+1’, 8’ Nacuqu 11’, 14+1’                          | tr   | 6’ Roache  |
| Veilawa 14’                                              | c.p. |            |

Finale
| Arbitro: | Jordan Way |

|                                                                                   |              |                                                                                            |
| Joseph 5’ Grandidier 8’ Dupont 13’, 14+1’                                         | mt           | 2’ Talacolo                                                                                |
| Rebbadj 5’ Riva 8’, 13’ Barraque 14+1’                                            | tr           | 2’ Teba                                                                                    |
| · Timo · 8’ Rebbadj · 8’ Parez · 14’ Riva · Joseph · 12’ Zeghdar · 14’ Grandidier | Formazioni   | · Nasova 8’ · Talacolo 11’ · Baleiwairiki · Tuwai 13’ · Teba 11’ · Ravutaumada · Josaia 8’ |
| · 8’ Dupont · 8’ Pasquet · 12’ Sepho · 14’ Épée · 14’ Barraque                    | Sostituzioni | · Mocenacagi 8’ · Rasaku 8’ · Matana 11’ · Nacuqu 11’ · Veilawa 13’                        |
| Jérôme Daret                                                                      | Allenatori   | Osea Kolinisau                                                                             |

| Posizione Finale |
| ---------------- |
| Argento          |

#### Femminile
Fase a gironi - Girone A
| Data      | Incontro               | Risultato | Sede        |
| --------- | ---------------------- | --------- | ----------- |
| 28-7-2024 | Figi ‒ Canada          | 14-17     | Saint-Denis |
| 28-7-2024 | Nuova Zelanda ‒ Cina   | 43-5      | Saint-Denis |
| 28-7-2024 | Figi ‒ Cina            | 12-40     | Saint-Denis |
| 28-7-2024 | Nuova Zelanda ‒ Canada | 33-7      | Saint-Denis |
| 29-7-2024 | Canada ‒ Cina          | 26-17     | Saint-Denis |
| 29-7-2024 | Nuova Zelanda ‒ Figi   | 38-7      | Saint-Denis |

Classifica
| Pos | Squadra       | G | V | N | P | PF  | PS | P±  | PT |
| --- | ------------- | - | - | - | - | --- | -- | --- | -- |
| A1  | Nuova Zelanda | 3 | 3 | 0 | 0 | 114 | 19 | 95  | 9  |
| A2  | Canada        | 3 | 2 | 0 | 1 | 50  | 64 | −14 | 7  |
| A3  | Cina          | 3 | 1 | 0 | 2 | 62  | 81 | −19 | 5  |
| A4  | Figi          | 3 | 0 | 0 | 3 | 31  | 95 | −64 | 3  |

Play-off per il 9º posto
Semifinale
| Arbitro: | Talal-Azmat Chaudry |

|                                        |    |                                     |
| Buleki 2’ Naimasi 4’, 13’ Likuceva 11’ | mt | 1’, 7+1’ Lima 6’ Costa 14+1’ Soares |
| Naimasi 13’                            | tr | 1’, 6’, 7+1’, 14+1’ Kochhann        |

Finale per l'11º posto
| Arbitro: | Ano Kuwai |

|                       |    |                                         |
| Roos 1’, 5’ Mpupha 9’ | mt | 11’ Lomani 12’ Ditavutu 14+1’ T. Wilson |
| Roos 1’, 5’, 9’       | tr |                                         |

| Posizione Finale |
| ---------------- |
| 12°              |

### Taekwondo
Femminile
| Atleta         | Evento | Ottavi                    | Quarti               | Semifinale           | Ripescaggio Turno 1  | Ripescaggio Turno 2  | Finale               | Classifica      |
| Atleta         | Evento | Avversario Risultato      | Avversario Risultato | Avversario Risultato | Avversario Risultato | Avversario Risultato | Avversario Risultato | Classifica      |
| -------------- | ------ | ------------------------- | -------------------- | -------------------- | -------------------- | -------------------- | -------------------- | --------------- |
| Lolohea Navuga | −67 kg | J. Al-Sadeq (JOR) P (0-2) | non qualificata      | non qualificata      | non qualificata      | non qualificata      | non qualificata      | non qualificata |
| Venice Traill  | +67 kg | R. McGowan (GBR) P (0-13) | non qualificata      | non qualificata      | non qualificata      | non qualificata      | non qualificata      | non qualificata |

### Tennistavolo
Maschile

| Atleta   | Evento  | Preliminari | Preliminari | 32-esimi           | 32-esimi | 16-esimi        | 16-esimi        | Ottavi di finale | Ottavi di finale | Quarti di finale | Quarti di finale | Semifinali      | Semifinali      | Finale          | Finale          | Classifica      |
| Atleta   | Evento  | Avver.      | Punt.       | Avver.             | Punt.    | Avver.          | Punt.           | Avver.           | Punt.            | Avver.           | Punt.            | Avver.          | Punt.           | Avver.          | Punt.           | Classifica      |
| -------- | ------- | ----------- | ----------- | ------------------ | -------- | --------------- | --------------- | ---------------- | ---------------- | ---------------- | ---------------- | --------------- | --------------- | --------------- | --------------- | --------------- |
| Vicky Wu | Singolo | Bye         | Bye         | L. Pitchford (GBR) | P (0-4)  | non qualificato | non qualificato | non qualificato  | non qualificato  | non qualificato  | non qualificato  | non qualificato | non qualificato | non qualificato | non qualificato | non qualificato |

### Vela
Maschile
| Atleta          | Evento | Regata | Regata | Regata | Regata | Regata | Regata | Regata | Regata | Regata | Regata | Regata | Regata | Regata | Regata | Regata | Regata | Punteggio Totale | Punteggio Netto | Classifica |
| Atleta          | Evento | 1      | 2      | 3      | 4      | 5      | 6      | 7      | 8      | 9      | 10     | 11     | 12     | 13     | 14     | 15     | M      | Punteggio Totale | Punteggio Netto | Classifica |
| --------------- | ------ | ------ | ------ | ------ | ------ | ------ | ------ | ------ | ------ | ------ | ------ | ------ | ------ | ------ | ------ | ------ | ------ | ---------------- | --------------- | ---------- |
| Viliame Ratului | Laser  | 43     | 43     | 41     | 41     | 42     | 42     | 32     | 42     | N.D.   | N.D.   | N.D.   | N.D.   | N.D.   | N.D.   | N.D.   | EL     | 326              | 283             | 43º        |

Femminile
| Atleta        | Evento       | Regata | Regata | Regata | Regata | Regata | Regata | Regata | Regata | Regata | Regata | Regata | Regata | Regata | Regata | Regata | Regata | Punteggio Totale | Punteggio Netto | Classifica |
| Atleta        | Evento       | 1      | 2      | 3      | 4      | 5      | 6      | 7      | 8      | 9      | 10     | 11     | 12     | 13     | 14     | 15     | M      | Punteggio Totale | Punteggio Netto | Classifica |
| ------------- | ------------ | ------ | ------ | ------ | ------ | ------ | ------ | ------ | ------ | ------ | ------ | ------ | ------ | ------ | ------ | ------ | ------ | ---------------- | --------------- | ---------- |
| Sophia Morgan | Laser Radial | 33     | 28     | 20     | 38     | 40     | 38     | 33     | 38     | 29     | N.D.   | N.D.   | N.D.   | N.D.   | N.D.   | N.D.   | EL     | 297              | 257             | 37ª        |